# Championnats du monde de ski alpin 1954
Navigation
Oslo 1952 Cortina d'Ampezzo 1956
Les championnats du monde de ski alpin 1954 ont eu lieu à Åre en Suède du 1er au 7 février 1954.
Stein Eriksen est la vedette de ces championnats du monde suédois : le Norvégien réalise un triplé géant, slalom (avec une marge de 5 s 77) et combiné. Après ces mondiaux, Eriksen passe professionnel aux États-Unis.
Avec sa victoire dans la descente, Christian Pravda sauve l'honneur de l'Autriche et ouvre l'ère du Ski Club de Kitzbühel.
La Française Lucienne Schmidt-Couttet est championne du monde de géant et gagne 2 médailles de bronze en descente et combiné.
Le jeune François Bonlieu (17 ans) se classe second en géant.
Malgré le crépuscule de James Couttet, les championnats du monde sont porteurs d'espoirs pour les Français avec l'émergence de François Bonlieu et Charles Bozon.

## Palmarès

### Hommes
| Épreuves | Or                        | Argent                               | Bronze                    |
| -------- | ------------------------- | ------------------------------------ | ------------------------- |
| Descente | Christian Pravda Autriche | Martin Strolz Autriche               | Ernst Oberaigner Autriche |
| Géant    | Stein Eriksen Norvège     | François Bonlieu France              | Andreas Molterer Autriche |
| Slalom   | Stein Eriksen Norvège     | Beni Obermüller Allemagne de l'Ouest | Toni Spiss Autriche       |
| Combiné  | Stein Eriksen Norvège     | Christian Pravda Autriche            | Stig Sollander Suède      |

### Femmes
| Épreuves | Or                              | Argent                   | Bronze                          |
| -------- | ------------------------------- | ------------------------ | ------------------------------- |
| Descente | Ida Schöpfer Suisse             | Trude Klecker Autriche   | Lucienne Schmidt-Couttet France |
| Géant    | Lucienne Schmidt-Couttet France | Madeleine Berthod Suisse | Jannette Burr États-Unis        |
| Slalom   | Trude Klecker Autriche          | Ida Schöpfer Suisse      | Sarah Thomasson Suède           |
| Combiné  | Ida Schöpfer Suisse             | Madeleine Berthod Suisse | Lucienne Schmidt-Couttet France |

## Tableau des médailles
| Rang | Nations    | Or | Argent | Bronze | Total |
| 1    | Norvège    | 3  | 0      | 0      | 3     |
| 2    | Autriche   | 2  | 3      | 3      | 8     |
| 3    | Suisse     | 2  | 3      | 0      | 5     |
| 4    | France     | 1  | 1      | 2      | 4     |
| 5    | RFA        | 0  | 1      | 0      | 1     |
| 6    | Suède      | 0  | 0      | 2      | 2     |
| 7    | États-Unis | 0  | 0      | 1      | 1     |